# عبدالوهاب آصف‌الدوله
عبدالوهاب آصف‌الدوله که پیشتر نصیرالدوله لقب داشت از دولتمردان و وزرای دوره ناصرالدین‌شاه قاجار بود.
وی در شیراز متولد شد و در سال ۱۲۶۶ قمری به تهران آمد و در دستگاه اعتضادالسلطنه، وزیر علوم، به کار پرداخت. به سبب هوش و حافظه قوی مورد توجه قرار گرفت و به سرعت ترقی کرد. در سال ۱۲۷۳ قمری نایب دوم وزارت امور خارجه شد و پس از آن مشاغلی چون کارگزاری انتظام مهام امور خارجه در تبریز در سال ۱۲۷۷ قمری و کارگزاری آذربایجان در سال ۱۲۸۲ قمری داشت. به سال ۱۲۸۸ ملقب به نصیرالدوله و در ۱۳۰۲ قمری ملقب به آصف‌الدوله شد. از دیگر مشاغل او حکومت گیلان، حکومت خراسان و تولیت آستان قدس رضوی بود.
کتاب اسناد میرزا عبد  الوهاب خان آصف الدوله(گزیده اسناد خراسان)، حاوی اسناد دوران زمامداری وی در خراسان، به کوشش عبدالحسین نوایی و نیلوفر کسری‌ منتشر شده است.
پس از بازگشت از حکومت خراسان آثار جنون در آصف‌الدوله پیدا شد و رفته‌رفته شدت یافت و او را خانه‌نشین کرد. او سرانجام در سال ۱۳۰۴ قمری بر اثر سکته قلبی درگذشت. پسرش احمد بدر بعدها به وزارت رسید، و دخترش مریم با حسن وثوق ازدواج کرد.